# 622 Esther
622 Esther eller 1906 WP är en asteroid i huvudbältet, som upptäcktes 13 november 1906 av den amerikanske astronomen Joel Hastings Metcalf i Taunton. Den är uppkallade efter Esther i Esters bok av gamla testamentet.
Asteroiden har en diameter på ungefär 21 kilometer.